# Beraeodes minutus
Beraeodes minutus – owad, chruścik z rodziny Beraeidae. Larwy prowadzą wodny tryb życia.
Zasiedla prawie całą Europę, larwy występują we wszystkich typach wód. Limneksen.
W wodach stojących Polski obecność wykazana jedynie w stawie u źródeł rzeki Łyny oraz w jeziorach przepływowych.